# Кім Ха Юн (дзюдоїстка)
Кім Ха Юн (кор. 김하윤; 7 січня 2000, Пусан, Південна Корея) — південнокорейська дзюдоїстка, дворазова бронзова призерка Олімпійських ігор 2024 року, чемпіонка Азійських ігор.

## Виступи на Олімпіадах
| Олімпіада  | Дисципліна      | Місце |
| ---------- | --------------- | ----- |
| Париж 2024 | понад 78 кг     | 3     |
| Париж 2024 | змішана команда | 3     |